# Atractus pyroni
Atractus pyroni – gatunek węża z rodziny połozowatych (Colubridae), występujący w północno-zachodniej Ameryce Południowej. Jest endemitem Ekwadoru.

## Systematyka
Gatunek ten opisali w 2017 roku naukowcy z Ekwadoru (Alejandro Arteaga, Jorge H. Valencia, Diego F. Cisneros-Heredia, Nicolás Peñafiel, Carolina Reyes-Puig, José L. Vieira-Fernandes, Juan M. Guayasamini) i Brazylii (Konrad Mebert). Autorzy nadali wężowi nazwę Atractus pyroni, a jako miejsce typowe podali miejsce pomiędzy miejscowościami Balzapamba i Bilován (1°50′09,6″S 79°07′59,6″W/-1,836000 -79,133222) w prowincji Bolívar w Ekwadorze. Holotyp, oznaczony MZUTI 5107, obecnie znajduje się w Museo de Zoología, Universidad Tecnológica Indoamérica w Quito; odłowili go 23 maja 2016 roku José L. Vieira-Fernandes i Carlos Durán. Niektórzy autorzy kwestionują traktowanie Atractus pyroni jako odrębnego gatunku, wskazują na jego bardzo bliskie podobieństwo do Atractus roulei.

## Występowanie
Gatunek ten jest znany tylko z jednej lokalizacji, gdzie zebrano holotyp – w prowincji Bolívar w środkowym Ekwadorze na wysokości 2026 m n.p.m.

## Morfologia
Jest to średniej wielkości wąż o małej głowie, której szerokość jest podobna do szerokości szyi. Górna część ciała jest czarniawa z ciemnym rzędem łusek grzbietowych na środku i dwoma pasami ciemnożółtych po bokach. Góra głowy i jej boki są ciemnoszarobrązowe, a łuski wargowe ciemnożółte. Powierzchnie brzuszne są szaro-czarne błyszczące z wyjątkiem gardła i kilku rozproszonych plam koloru ciemnożółtego. 
Wymiary:
|                    | Samica |
| ------------------ | ------ |
| Długość SVL (mm)   | 443    |
| Długość ogona (mm) | 43     |
| Łuski brzuszne     | 143    |
| Tarczki podogonowe | 16     |

## Status
W Czerwonej księdze gatunków zagrożonych IUCN Atractus pyroni nie jest jeszcze klasyfikowany. Jednak jego odkrywcy uważają go za gatunek niedostatecznie rozpoznany (DD, ang. Data Deficient).